# Maison Aynard et fils
Pour les articles homonymes, voir Aynard.
Maison Aynard et fils était une banque lyonnaise.

## Histoire
À l'origine, la Maison Aynard et fils est une fabrique de draps militaires (garance) fondée vers 1750[réf. nécessaire] rue Buisson à Lyon par Claude Joseph Aynard (1733-1793), originaire de la Bresse, elle se développe après la Révolution française sous l'impulsion de ses trois fils Claude Marie, François Marie et Alphée Marie. À partir de 1825, les deux fils de Claude Marie, François Henri Aynard dit l'aîné (1796-1866) et son frère cadet Pierre François Aynard (1799-1870) diversifient son activité.
Elle se transforme ainsi en maison de banque associant Henri (1830-1862), fils de François Henri puis Édouard Aynard (1837-1913), fils de Pierre François et le genevois Alphonse Charles Jacques Rüffer, un ancien employé de la Banque Veuve Morin-Pons, dont le fils est Marc Armand Ruffer, médecin bactériologiste, considéré comme le fondateur de la paléopathologie. Le 19 décembre 1866, après la mort des représentants mâles de la branche aînée, une nouvelle société en nom collectif est formée sous la raison Aynard et Rüffer au capital de douze millions de francs, dont les associés sont Rüffer et Édouard Aynard. Les femmes de la branche aînée (mesdames Charles de Boisset, Paul d'Aubarède, Camille Balleydier, Clément Jourdan et Louis Matthieu Neyron des Granges) restent commanditaires.
Comme toutes les banques lyonnaises, elle s'intéresse au financement des achats de soies et se dote d'un magasin de soies où l'on dépose la marchandise en nantissement. Elle soutient la création du Magasin Général des Soies en 1859[réf. nécessaire]. Elle participe également à de grosses opérations, en particulier dans le domaine des travaux publics sous le Second Empire : construction des quais de Lyon[réf. nécessaire], financement de l'entreprise Heullant à Paris[réf. nécessaire].
On la retrouve parmi les premiers souscripteurs de la Compagnie des chemins de fer des Dombes, de la Compagnie des aciéries de Saint-Étienne et surtout du Crédit lyonnais. En 1869, elle participe à la création de la Compagnie lyonnaise d'assurances maritimes, puis celle de la société métallurgique lyonnaise.
De façon plus originale, elle conclut assez rapidement des accords internationaux. Dès 1850, elle assure le service de la banque de Turin. Premier concurrent du Crédit lyonnais en Suisse et en Italie, elle installe en 1872 une filiale à Londres, 39 Lombard Street, tenue par Rüffer et son fils Ernest. En 1886, les Rüffer et les Aynard séparent leurs deux affaires, tout en restant commanditaires, l'une à Londres sous la raison Rüffer and sons, l'autre à Lyon toujours sous la raison inchangée Aynard et Rüffer.
Le fils d'Édouard Francisque Aynard (1869-1936) lui succède. En 1917, il fusionne sa maison de banque avec la Caisse de crédit de Nice et la Banque suisse et française pour former le Crédit commercial de France dont il devient le directeur d'agence à Lyon.